# Brünsee
Brünsee (bis 1875 Brünnsee) ist ein Gemeindeteil der Stadt Harburg im Landkreis Donau-Ries (Regierungsbezirk Schwaben, Bayern) und eine Gemarkung.
Das Dorf Brünsee liegt in der Südlichen Frankenalb südöstlich von Harburg östlich und links der Wörnitz.
Die Gemarkung Brünsee liegt im Südosten des Stadtgebiets von Harburg. Auf der Gemarkung liegen das Dorf Brünsee und der Weiler Marbach.
Die damalige Gemeinde Brünsee im Landkreis Donauwörth bestand aus den Gemeindeteilen Brünsee und Marbach und hatte 1961 131 Einwohner, 92 davon im Dorf Brünsee. Im Jahr 1964 umfasste ihre Gemarkung 195,14 Hektar. Die Gemeinde wurde im Zuge der Gebietsreform in Bayern am 1. Juli 1971 in die Stadt Harburg (Schwaben) eingemeindet. Am 1. Juli 1972 wurde die Stadt Harburg dem Landkreis Nördlingen-Donauwörth zugeschlagen, der seit dem 1. Mai 1973 Landkreis Donau-Ries heißt.
Die Protestanten in Brünsee und Marbach gehören zur evangelischen Pfarrei Sankt Peter und Paul in Ebermergen, die Katholiken zur Pfarrei Sankt Johannes in Mündling.
An der Straße von Harburg nach Brünsee befand sich am linken Wörnitzufer einst die inzwischen abgegangene Burg Wellwart. Mitten im Ort liegt die als Naturdenkmal ausgewiesene Karstquelle Brünsee.